# Halictus smaragdulus
Halictus smaragdulus là một loài Hymenoptera trong họ Halictidae. Loài này được Vachal mô tả khoa học năm 1895.